# Crinia bilingua
A Crinia bilingua a kétéltűek (Amphibia) osztályának békák (Anura) rendjébe, a Myobatrachidae családba, azon belül a Crinia nembe tartozó faj.

## Előfordulása
Ausztrália endemikus faja. Ausztrália Nyugat-Ausztrália államában és az Északi terület északnyugati szegletében, állandó vízfolyásokban honos. Elterjedési területének mérete körülbelül 210 000 km².

## Nevének eredete
A faj neve – bilingua – a hímek által hallatott kétféle hívó hangra utal.

## Megjelenése
Kis termetű békafaj, testhossza elérheti a 25 mm-t. Háta szürke, világosbarna-sárga, barna, vörösesbarna vagy olajzöld, sötétebb foltokkal vagy hosszanti csíkokkal. A szemek között gyakran háromszög alakú folt található. A hasa krémszínű vagy szürke. Pupillája csaknem kerek, a szivárványhártya aranyszínű. Lábán hosszanti csíkok húzódnak. Sem a mellső, sem a hátsó lábán nincs úszóhártya, ujjain nincsenek korongok.

## Életmódja
A faj hímjei a mocsarak és átmenetileg elöntött területek szélén lévő fűcsomók tövéből hallatják hangjukat. A nyári csapadékos évszakban párzásra hívó énekük folyamatos, de ez a téli száraz évszakban is előfordulhat, egyike azon kevés fajoknak a Kimberley régióban, amelyek ezt teszik.
Tavasztól nyárig a nedves évszakban szaporodik. A petéket egyenként vagy kis csoportokban rakja le, és a mocsarakban, ideiglenes medencékben és lagúnákban a vízfelszín alatti növényzethez rögzíti. Az ebihalak elérhetik a 2,5 cm hosszúságot, és vörös, barna vagy arany színűek. Gyakran a víz alján maradnak, és körülbelül egy hónap alatt fejlődnek békává, bár az ebihalak a melegebb területeken gyorsabban is fejlődhetnek.

## Természetvédelmi helyzete
A vörös lista a nem fenyegetett fajok között tartja nyilván.